# Гептафторонептунат рубидия
Гептафторонептунат рубидия — неорганическое соединение,
комплексная соль рубидия, нептуния и плавиковой кислоты
с формулой Rb2[NpF7],
зелёные кристаллы.

## Физические свойства
Гептафторонептунат рубидия образует зелёные кристаллы
моноклинной сингонии,

параметры ячейки a = 0,626 нм, b = 1,342 нм, c = 0,890 нм, β = 90,0°.